# Bahía Las Brisas
Las Brisas de Navidad es una localidad costera chilena ubicada entre los balnearios de La Boca y Matanzas, en la comuna de Navidad, Provincia Cardenal Caro, en la Región del Libertador General Bernardo O'Higgins
Esta zona se destaca por sus fuertes vientos y gran oleaje, además se destaca por un sector denominado Roca Cuadrada en donde se realiza la práctica de surf.

## Características
Su característica principal está dada por los permanentes vientos que permanecen la mayoría del año. La mayoría de las casas son de veraneo, siendo solo algunas pocas pertenecientes a los residentes permanentes.
Las Brisas de Navidad se caracteriza por ser uno de los mejores lugares de pesca de orilla de la zona central de Chile. Anteriormente era posible encontrar lenguados, tollos y viejas. En la actualidad se encuentran básicamente róbalos y algunos mariscos, como el choro.
- Datos: Q5716438